# Treix
Treix település Franciaországban, Haute-Marne megyében. Lakosainak száma 217 fő (2022. január 1.). Treix Biesles, Brethenay, Chaumont, Condes, Darmannes, Mareilles és Riaucourt községekkel határos.

## Népesség
A település népessége az elmúlt években az alábbi módon változott:
| Lakosok száma | 101  | 209  | 231  | 248  | 247  | 236  | 230  | 221  | 216  | 217  |
|               | 1968 | 1982 | 1990 | 2006 | 2013 | 2015 | 2017 | 2019 | 2020 | 2022 |